# Přebor Moravskoslezského kraje 2022/2023
V soubojích 63. ročníku Přeboru Moravskoslezského kraje 2022/23 (jedna ze skupin 5. fotbalové ligy) se utkalo 16 týmů. Soutěž probíhala tak, že se týmy střetly systémem každý s každým, dvoukolovým systémem podzim–jaro a hrálo se od soboty 6. srpna 2022 do neděle 18. června 2023.

## Změny týmů proti sezoně 2021/22
- Do vyšší Divize F 2022/2023 postoupila mužstva FK Krnov a TJ Břidličná. Nabídku hrát tuto soutěž využil také tým TJ Unie Hlubina, který se v předchozí sezóně umístil na 4. místě.
- Do skupin nižší I.A třídy sestoupila mužstva TJ Lokomotiva Petrovice a SK Beskyd Čeladná. Tým Fotbal Fulnek se z předchozího ročnáku odhlásil, a proto také sestoupil do nižších lig.
- Po odhlášení z MSFL 2021/22 se do krajského přeboru přihlásil tým FC Dolní Benešov.
- Stejně tak po přenechání licence se z MSFL 2021/22 do krajského přeboru přesunul tým FC Vratimov.
- Z vyšší Divize F 2021/2022 sestoupilo mužstvo FC Heřmanice Slezská. Druhý sestupující tým, SK Dětmarovice, se přihlásil až do nižší I.B třídy a uvolnil tak místo postupujícím.
- Ze skupin nižší I.A třídy postoupila mužstva TJ Vřesina, FK Bolatice a TJ Řepiště.

## Konečná tabulka
| Poř. | Tým                      | Z  | V  | R | P  | VG | OG | B  |
| ---- | ------------------------ | -- | -- | - | -- | -- | -- | -- |
| 1.   | TJ Řepiště (N)           | 30 | 22 | 2 | 6  | 73 | 32 | 68 |
| 2.   | FC Vratimov (S)          | 30 | 20 | 3 | 7  | 76 | 53 | 63 |
| 3.   | TJ Petřvald na Moravě    | 30 | 19 | 5 | 6  | 87 | 36 | 62 |
| 4.   | FK Český Těšín           | 30 | 19 | 5 | 6  | 78 | 30 | 62 |
| 5.   | TJ Háj ve Slezsku        | 30 | 18 | 4 | 8  | 72 | 41 | 58 |
| 6.   | SC Pustá Polom           | 30 | 16 | 5 | 9  | 68 | 50 | 53 |
| 7.   | FK Slavia Orlová         | 30 | 14 | 3 | 13 | 73 | 54 | 45 |
| 8.   | TJ Sokol Kobeřice        | 30 | 12 | 5 | 13 | 49 | 54 | 41 |
| 9.   | SK Moravan Oldřišov      | 30 | 11 | 7 | 12 | 55 | 64 | 40 |
| 10.  | TJ Tatran Jakubčovice    | 30 | 10 | 6 | 14 | 57 | 58 | 36 |
| 11.  | TJ Dolní Datyně-Havířov  | 30 | 11 | 2 | 17 | 43 | 61 | 35 |
| 12.  | FC Dolní Benešov (S)     | 30 | 9  | 7 | 14 | 48 | 74 | 34 |
| 13.  | TJ Vřesina (N)           | 30 | 7  | 6 | 17 | 33 | 65 | 27 |
| 14.  | FC Heřmanice Slezská (S) | 30 | 7  | 5 | 18 | 39 | 75 | 26 |
| 15.  | SK Brušperk              | 30 | 7  | 1 | 22 | 26 | 69 | 22 |
| 16.  | FK Bolatice (N)          | 30 | 3  | 4 | 23 | 29 | 90 | 13 |

|  | Postup do Divize F 2023/2024                                 |
|  | Sestup do I. A třídy Moravskoslezského kraje – sk. A 2023/24 |
|  | Sestup do I. A třídy Moravskoslezského kraje – sk. B 2023/24 |